# Chiesa di San Domenico (Messina)
La chiesa di San Domenico e convento dell'Ordine dei predicatori di San Domenico di Guzman erano sorti nell'XI secolo nei pressi dell'attuale oratorio della Pace, tra la via XXIV Maggio ed il corso Cavour, ma dopo la totale distruzione a causa del terremoto del 1908 la chiesa venne ricostruita nella zona detta del "Dazio", tra il viale Regina Elena e la via Alessandro Manzoni nel 1932.

## La chiesa antica
La chiesa era stata fondata prima dell'anno 1096 dai templari accanto al proprio ospedale e dedicata a san Marco. Nel 1311 fu ceduta all'ordine domenicano e intitolata a san Domenico, con annesso convento. Ne faceva parte l'Oratorio della Pace, sede della omonima confraternita. La chiesa restaurata nel 1724 subì i danni del terremoto della Calabria meridionale del 1783. Un primo incendio nel 1735 arrecò danni alle strutture del convento, un secondo incendio fu appiccato durante i moti del 1848. Chiusa al culto la chiesa fu utilizzata come deposito di agrumi, mentre il convento, chiuso nel 1866 divenne un convitto femminile. L'edificio andò completamente distrutto durante il terremoto di Messina del 1908.
All'interno del tempio è documentata la sepoltura del pittore Placido Celi morto a Messina il 1º aprile 1711.

### Navata destra
- XVI secolo, Cappella Cicala, manufatti marmorei collocati presso la controfacciata, commissione di sepolture nella cappella gentilizia patrocinata dalla famiglia Cicala, opere di Giovanni Angelo Montorsoli commissionate per il capitano di terra e di mare, primo visconte † 1564; del secondo visconte, duca di Castrofiliffo † 1626 e del cardinale Giovanni Battista Cicala.[3][4][5]

### Interno
- Cappella della Vergine del Rosario.
  - XVII secolo, Vergine del Rosario, dipinto di Giovanni Quagliata.[5][6][7][8]
  - XVIII secolo, San Pio V, dipinto di Filippo Tancredi[4][5][6] raffigurante il santo su un carro trainato dai leoni nell'atto di benedire la flotta cristiana vincitrice nella Battaglia di Lepanto.[9]
- Cappella dell'Annunziata.
  - XVIII secolo, Annunziata, dipinto di Filippo Tancredi.[4][6][9]
- Cappella dell'Assunta.
- Cappella del Crocifisso.

### Sacrestia
- San Giorgio, dipinto di Cesare da Sesto, documentato in sacrestia e poi venduto.[11][4]
- Vergine, dipinto di Cesare da Sesto documentato in sacrestia e poi venduto.[4][6]

## Convento di San Domenico
Prima istituzione dell'Ordine dei frati predicatori in terra di Sicilia.
- 1566, Peculiarità del convento l'atrio colonnato di stile ionico e una fonte con la statua raffigurante San Domenico.[7][10]
- 1589 - 1609, Per l'ampliamento fu utilizzato un portale in pietra recante sull'architrave l'iscrizione "FIRMITER AEDIFICATA MDCVIIII", imponente porta - finestra proveniente dal monastero di San Placido Calonerò, oggi il medesimo manufatto costituisce l'ingresso del nuovo Oratorio della Pace.
- 1735, Durante la prima visita cittadina, dopo l'insediamento di Carlo III di Borbone, un incendio distrusse i dormitori ove erano temporaneamente alloggiate le truppe delle Milizie Regie, rovinando gran parte delle suppellettili e arredi.[10]
- Battesimo di Gesù con San Giovanni Battista documentato nel corridoio, dipinto di Girolamo Macchietti.[5][7]
- Disputa di San Tommaso, tempera su tavola di Iacobello De Antonio documentato in libreria.[6][7][13]
- Strage degli Albigesi, affresco di Antonio Bova documentato nel chiostro.[7]

Presso il convento sono documentati i sodalizi:

### Oratorio della Pace
- Oratorio della Pace[14]

### Compagnia dei Bianchi
- 1550, Compagnia e Arciconfraternita dei Bianchi sotto il titolo della «Pace»[14] sodalizio fondato presso l'Oratorio dei Santi Cosma e Damiano. Costituita da nobili con lo scopo di derimere le controversie e pacificare opposte fazioni.
- 1612, Aggregazione con la "Compagnia della Pace" di Palermo.[14][15]

Compagnie sotto lo stesso titolo sono attestate presso la chiesa di Santa Caterina da Siena e la chiesa di San Filippo d'Argirò.
Nella sede dell'oratorio sono documentati gli affreschi Letterio Paladino, di Antonio Filocamo e di suo fratello Paolo, l'apparato in stucchi di Luca Villamaci, la pala d'altare raffigurante San Cosimo e San Damiano di Vincenzo degli Azani o Aniemolo detto il «Romano».

### Confraternita dell'Ave Maria
Nella sede è documentata la volta affrescata dai fratelli Filocamo raffigurante la Battaglia contro gli Eresiarchi condotta dalla Vergine del Rosario e schiere di angeli a colpi di rose.

### Congregazione del Santissimo Rosario
- 1703, Affreschi di Antonio Filocamo e fratelli.[14]

### Oratorio di San Giorgio dei Genovesi
- Il quadro di San Giorgio o Pala dei Genovesi di Cesare da Sesto, dipinto documentato in sacrestia. Oggi l'opera è esposta al California Palace of the Legion of Honor di San Francisco.[11]

### Congregazione sotto l'Oratorio dei Cavalieri
- 1743, Orazione delle Quarant'Ore,[11] i confrati sono soliti processionare durante le ore a cavallo del pasto principale.

### Oratorio dei Santi Cosma e Damiano
- 1550, Arciconfraternita dei Bianchi sotto il titolo della «Pace».[14]

### Oratorio di Sant'Orsola
Il dipinto raffigurante Sant'Orsola di Antonello Riccio è documentato nell'oratorio.

### Ordine militare della Stella
Il sodalizio aveva per cappella proprio la chiesa di San Domenico.

### Chiesa di San Marco Evangelista
Primitivo luogo di culto d'epoca normanna con annesso ospedale.

#### Ospedale dei Templari
- Ospedale del Priorato dei Cavalieri Templari sotto il titolo della «Madonna dei Bianchi».[10] Istituzione aggregata all'Ospedale Grande sotto il titolo della «Madonna della Pietà».

### Conservatorio di Santa Caterina da Siena
Conservatorio di Santa Caterina da Siena alla «Rocca Guelfonia», retto secondo la regola delle Terziarie di San Domenico, eretto dai «Cavalieri della Compagnia della Pace».

## Opere documentate
- ?, Crocifisso.[5][7]
- XVI secolo, Tutti i Santi, dipinto su tavola, opera di ignoto appartenente alla scuola di Polidoro, altare del Crocifisso.[5][7]
- XVII secolo, Natività di Gesù, dipinto di Antonello Riccio documentato sull'altare maggiore.[4][5][6]
- XVII secolo, Santa Caterina, dipinto di Antonello Riccio.[6]
- XV secolo, San Tommaso, dipinto di Antonello da Messina.[6]
- XVI secolo, Vergine con San Giacinto, dipinto di Antonio Catalano il Vecchio o l'Antico.[6]
- XVI secolo, Vergine Assunta, statua marmorea di Andrea Calamech.[4][6]
- ?, Santissima Trinità, bassorilievo collocato sull'altare dell'Assunta.[4]
- XVI secolo, Samaritana, bassorilievo marmoreo di Antonello Gagini, altare dell'Annunziata.[4][5]
- XVI secolo, Storie di San Pietro Martire, bassorilievi marmorei, opere di Antonello Gagini.[5][6]
- XVII secolo, Quadroni, opere realizzate dalla collaborazione di Agostino Scilla e Andrea Suppa fra le vetrate.[6][7][18]
- XVIII secolo, Quadroni, dipinti a fresco autografi, opere realizzate da Antonio Bova.[5]
- XVIII secolo, Ciclo, affreschi del coro di Giovanni Tuccari, con raffigurazioni tratte dal Nuovo Testamento e Santi dell'Ordine Domenicano.[5][7]
- XVI secolo, San Domenico, dipinto di Cesare da Sesto.[4][5]
- XVI secolo, Vergine Annunziata, dipinto di Polidoro da Caravaggio.[6]
- XVI secolo, Ciclo, piccoli dipinti di Polidoro da Caravaggio.[6]
- XV secolo, Beata Stefana fra quadroni di marmo, opera di Giovanni di Francesco.[7]
- XV secolo, Beato Alano fra quadroni di marmo, opera di Giovanni di Francesco.[7]
- 1647, Rosario della Vergine di Giuseppe Tomasi.

## La nuova chiesa
Il terreno per la costruzione era stato acquisito dall'arcidiocesi di Messina nel 1925, nella zona detta del "Dazio", lungo la Circonvallazione, la via che segnava il confine della città ricostruita dopo il terremoto. La zona era stata durante il XIX secolo sede di molte industrie locali, al di fuori delle mura cittadine, e prendeva il nome dalla postazione del dazio. Il toponimo si mantenne anche dopo l'abolizione di questa istituzione nel 1879 e l'abbattimento delle mura cittadine.
Il nuovo edificio sorse nell'ambito della ricostruzione delle chiese e dei complessi religiosi dopo la prima guerra mondiale, promossa dall'arcivescovo Angelo Paino e venne affiancata dall'istituto della Madonna della Lettera della congregazione delle "Ancelle Riparatrici" (fondata da monsignor Antonino Celona).
La chiesa fu affidata all'ordine domenicano. Per un breve periodo tenne anche il titolo di Santa Maria del Graffeo, della chiesa greca-cattolica che apparteneva alla diocesi dell'Archimandritato di San Salvatore in Lingua Phari, andata distrutta nel terremoto, titolo restituito alla parrocchia personale per i fedeli di rito orientale presenti nella diocesi di Messina ospitati attualmente nella Chiesa dei Santi Cosma e Damiano (Provinciale).

### L'edificio
L'edificio dedicato a Maria Madre di Dio venne costruito nel 1932 in cemento armato su progetto di Carmelo Umberto Angiolini, ingegnere e sacerdote, in stile romanico - bizantino.
La facciata presenta due pilastri che sorreggono un timpano triangolare, sormontato dalle statue in cemento di san Tommaso d'Aquino e di san Vincenzo Ferreri. Il portale è sormontato da una finestra ripartita da colonne tortili e con balconata in ferro battuto.
Altri due ingressi si aprivano alle estremità del transetto, quello sul fianco sinistro fu in seguito chiuso per la costruzione di un altare.
L'interno presenta una pianta a croce latina, con tre navate su colonne marmoree con capitelli compositi.
Nell'abside sono presenti affreschi moderni (anni sessanta) del frate domenicano Angelico Spinillo: nel catino absidale è raffigurata La partenza della flotta cristiana da Messina per la battaglia di Lepanto, con al centro la Madonna del Rosario, e lungo la parete medaglioni con episodi della vita di san Domenico. 
Il coro ligneo del 1964 presenta rilievi scolpiti, statue di pontefici, santi e beati domenicani di Sicilia. Sull'altare maggiore è collocata la statua marmorea della Madonna del Rosario in un ciborio ligneo. L'altare del Sacro Cuore occupa il transetto sinistro.